# 天神 (日本神話)
天津神（天津神）乃日本神話中對於諸神的分類。譬如天照大神等居住於天的神祇便稱作「天津神」（相對大國主神等人在天孫降臨之前治理葦原中國的神祇稱作「國津神」）。

## 概要
天津神是居住在天的眾神總稱，不過被逐出天的素戔嗚尊之子大國主神則為國神。依據日本神話，武甕槌神擊敗建御名方神、平定葦原中國後，大國主神同意讓國，天照大神遂任命天津彥彥火瓊瓊杵尊成為葦原中國的新統治者。倭朝廷之皇族與有勢力的氏族所信仰的即是天津神，至於被倭朝廷平定的各地方居民所信仰的則為國津神。
「天津神」和「國津神（地祇）」合併為「天神地祇」、「神祇」，明顯受到中國文化思想的影響。比如日本第一部類書《和名類聚抄》在鬼神部第五、神靈類第十六提到：
- 天神：周易云、天神曰、神食鄰反（和名、加美）、日本記云、天神（和名、安萬豆夜之呂）。
- 地祇：周易云、地神曰、祇巨支反、日本記云、地祇（和名、久爾豆加三）或（夜之呂）。

## 內部連結
- 日本神話
- 別天神
- 天神

## 脚註